# Dafnis Prieto
Dafnis Prieto, né en 1974, est un batteur, percussionniste, compositeur, et enseignant de musique cubain originaire de Santa Clara (Cuba). 

## Biographie
Après avoir suivi les cours au Conservatoire de Santa Clara, et obtient le diplôme de l’École nationale de musique de La Havane, et il réside à New York depuis 1999.  Depuis 2005, il enseigne à la faculté de musique de l'université de New York.
Dafnis Prieto est considéré comme un des meilleurs batteurs de sa génération et collaboré avec les plus grands musiciens de la scène jazz contemporaine : Steve Coleman, Eddie Palmieri, Chico O'Farrill, Dave Samuels & The Caribbean Jazz Project, Jane Bunnett, Peter Apfelbaum, D.D. Jackson, Edward Simon, Michel Camilo, Chucho Valdez, Claudia Acuna, Roy Hargrove, Don Byron, Andrew Hill, Henry Threadgill. 
Il dirige un groupe auquel appartiennent entre autres Avishai Cohen, Peter Apfelbaum, Yosvany Terry, Manuel Valera et Yunior Terry. En tant que compositeur, il a écrit de la musique de dance, musique de film, musique de chambre, et des compositions pour son propre groupe.

## Prix et distinctions
Il obtient des prix de la Chamber Music America, du Jazz at Lincoln Center et de l'université de l'Est de la Caroline. Son album Absolute Quintet a été nommé pour un  Grammy en 2007.
Il est boursier de la Fondation MacArthur depuis 2011,.

## Éléments de discographie
- About the Monks (Zoho, 2005)
- Absolute Quintet (Zoho, 2006)
- Taking the Soul for a Walk (Dafnison, 2008)
- Si o Si Quartet live at Jazz Standard (Dafnison, 2010)
- Proverb Trio (Dafnison, 2012), avec  Jason Lindner, Kokayi